# Sarcopteryx crispata
Sarcopteryx crispata är en kinesträdsväxtart som beskrevs av P.C. van Welzen. Sarcopteryx crispata ingår i släktet Sarcopteryx och familjen kinesträdsväxter. Inga underarter finns listade i Catalogue of Life.